# Chapa cromada
La chapa cromada es una chapa que ha sido tratada mediante un proceso superficial que resulta en la deposición electrolítica de cromo sobre una chapa de acero con bajo contenido de carbono u otro metal tales como cobre o níquel. El cromado forma una película micrométrica de cromo metálico y óxidos de cromo en ambas caras de la chapa tratada.
El cromado se obtiene por la técnica de galvanoplastia por inmersión de la chapa de acero o niquelada convenientemente preparada  en un baño de ácido crómico de determinada concentración y características aplicando un determinado amperaje o potencial de electrodeposición.
El producto final se conoce bajo las siguientes denominaciones:
- TFS, Tin Free Steel ('acero libre de estaño')
- ECCS, Electrolytic Chromium/Chromium oxide Coated Steel

## Calidad
Dependiendo de su forma de fabricación se conocen tres calidades:
- Simple reducción (SR): Se fabrica al reducir al espesor deseado por laminación en frío, después el material es recocido y temporizado.
- Doble reducción (DR): El material se somete a una segunda reducción después del recocido para conseguir endurecimiento por deformación.
- DWI: Se fabrica a partir de un acero de alta limpieza, con máxima uniformidad y con poca anisotropía, se usa donde deba ser sometido a una embutición profunda y posterior estirado.

## Propiedades
Debido a sus propiedades, la chapa cromada es utilizada para la fabricación de tapas y fondos de latas. Sus principales características son las siguientes:
- Confiere cualidades ornamentales a partes de automóviles (parachoques, aros de rueda,máscaras, cubre burletes, etc), piezas para salas de baño, etc.
- Óptima adherencia de barnices.
- Buena resistencia a la corrosión atmosférica.
- Resisten la sulfuración.
- Resistencia a altas temperaturas de curación de barnices.
- Buenas propiedades mecánicas para conformaciones diversas.
- Mínima porosidad en el recubrimiento.
- Menor costo que la hojalata.

Algunos inconvenientes son:
- Baja flexibilidad de doblado.
- Escasa resistencia a la corrosión por productos ácidos.
- Necesidad de barnizado.